# Jakub z Koniecpola
Jakub z Koniecpola (ur. ok. 1362, zm. przed 21 sierpnia 1430) – wojewoda sieradzki i starosta kujawski; członek rady królewskiej Władysława Jagiełły, ochmistrz dworu królowej Zofii.

## Życiorys
Jakub z Koniecpola był synem Przedbora, protoplasty rodu Koniecpolskich. W 1394 roku wymieniany jest w źródłach jako wojewoda sieradzki i starosta kujawski. W 1400 roku podpisał akt odnowienia Uniwersytetu Krakowskiego. Jako członek rady królewskiej brał udział w rozmowach polsko-litewskich w roku 1401 poprzedzających unię wileńsko-radomską, był jej sygnatariuszem. W 1403 roku poświadczył w Lublinie zobowiązanie Witolda do nie zawierania przymierza z Zakonem Krzyżackim bez zgody króla. W 1410 roku brał udział w bitwie grunwaldzkiej dowodząc chorągwią. W 1411 podpisał się pod aktem pokojowym kończącym wojnę z zakonem krzyżackim. Był sygnatariuszem aktu unii horodelskiej 1413 roku.  W latach 20. ochmistrz dworu królowej Zofii, czwartej żony Władysława Jagiełły.
Był sygnatariuszem pokoju mełneńskiego 1422 roku. W 1428 Władysław Jagiełło nadał zamek i miasteczko Lelów koło Włoszczowy wraz z przyległymi wsiami: Bliżyce, Sokolniki oraz Dzibice w dożywotnie posiadanie Jakubowi z Koniecpola, jego żonie Kochnie oraz ich synom Janowi Taszce i Przedborowi. Król polski zachował wszelkie prawa do tych dóbr. Nadanie to Jagiełło uczynił za zasługi Kochny przy wychowaniu jego synów, królewiczów Władysława III zwanego Warneńczykiem oraz Kazimierza IV Jagiellończyka, gdy byli oni niemowlętami .